# هايدكي تاكاهاشي
هايدكي تاكاهاشي (باليابانية: 高橋英樹؛ بالكانا: たかはし ひでき) هو مغني وتارينتو وممثل ياباني، ولد في 10 فبراير 1944 في كيسارازو في اليابان.

## وصلات خارجية
- الموقع الرسمي
- هايدكي تاكاهاشي على موقع IMDb (الإنجليزية)
- هايدكي تاكاهاشي على موقع ميوزك برينز (الإنجليزية)
- هايدكي تاكاهاشي على موقع ديسكوغز (الإنجليزية)
- هايدكي تاكاهاشي على موقع قاعدة بيانات الفيلم (الإنجليزية)